# ارزن انگشتی

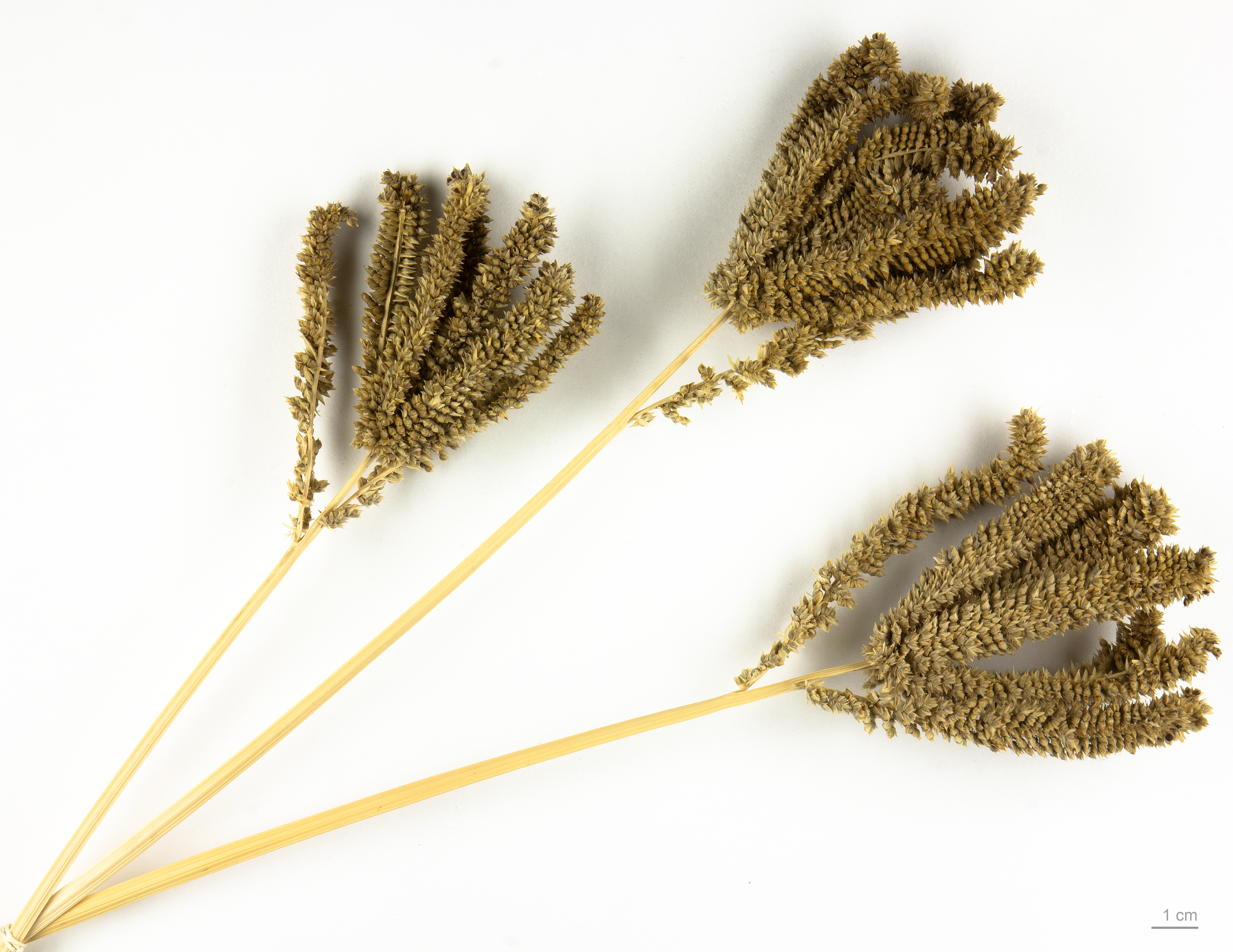
ارزن انگشتی (موزه تولوز)

ارزن انگشتی (با نام علمی: Eleusine coracana) گونه‌ای از گیاه یک‌ساله است که به‌طور گسترده‌ای به‌عنوان غلات در مناطق خشک و نیمه‌خشک آفریقا و آسیا کشت می‌شود. این گیاه پلی‌پلوئید است و معمولاً خودگشن بوده و احتمالاً از گونهٔ وحشی ارزن انگشتی آفریقایی (Eleusine africana) تکامل یافته است. زادگاه آن بلندی‌های اتیوپی و اوگاندا است و از ویژگی‌های جالب آن می‌توان به مقاومت در برابر خشکسالی، توانایی رشد در ارتفاعات بالای ۲۰۰۰ متر و امکان نگهداری طولانی‌مدت دانه‌ها اشاره کرد.
ارزن انگشتی نخستین‌بار در شرق آفریقا ظاهر شد و کهن‌ترین شواهد مربوط به آن از محوطه‌ای باستانی در آفریقا به هزارهٔ سوم پیش از میلاد بازمی‌گردد. هرچند ادعای پیدایش آن در هند در حدود ۱۸۰۰ پیش از میلاد بعدها نادرست دانسته شد. تا سال ۱۹۹۶، سطح زیر کشت این گیاه در آفریقا به‌دلیل نیاز به نیروی کار زیاد کاهش یافته بود، در حالی که در آسیا کاهش چشم‌گیری دیده نمی‌شد. در آفریقا، بسیاری از کشاورزان به‌دلیل سختی کشت، به گیاهان آسان‌تر ولی با ارزش غذایی کمتر، مانند ذرت، سورگوم و مانیوک روی آوردند.
این گیاه زیرمجموعهٔ سردهٔ چمن غاز است و در بخش‌هایی از اوگاندا، کنیا، جمهوری دموکراتیک کنگو، زیمبابوه، زامبیا، مالاوی، تانزانیا، هند، نپال و تا موزامبیک کشت می‌شود. ارزن انگشتی گیاهی مقاوم به خشکی است و در نواحی نیمه‌خشک حاره‌ای با بارش سالانه حدود ۵۰۰ میلی‌متر به‌خوبی رشد می‌کند. توانایی رشد در ارتفاعات ۵۰۰ تا ۲۴۰۰ متری و تحمل نسبتاً بالای آن در برابر گرما، سرما و خاک‌های با پ‌هاش اسیدی تا قلیایی (۵ تا ۸/۲) از دیگر ویژگی‌های مهم آن است. این گیاه خاک‌هایی با زه‌کشی مناسب را می‌پسندد و به شوری خاک تا حدی مقاوم است، اما تاب‌آوری پایینی در برابر باتلاقی‌شدن دارد.